# شیپواش، دوون
شیپواش (به انگلیسی: Sheepwash) یک روستا و محله مدنی در بریتانیا است که در Torridge واقع شده‌است.